# Кубок Чести Уругвая
Кубок Чести Уругвая (исп. Copa Honor Uruguayo) или Кубок Чести Премьер-министра Уругвая (исп. Copa Premier Honor Uruguayo) — футбольный турнир, нерегулярно проводившийся в начале XX века в Монтевидео. Он был аналогом Кубка Чести Аргентины, проводимом в Буэнос-Айресе. 

## Игры
| Год  | Дата        | Победитель | Счёт          | Проигравший |
| ---- | ----------- | ---------- | ------------- | ----------- |
| 1911 | 8 октября   | Уругвай    | 1:1 в (д. в.) | Аргентина   |
| 1911 | 29 октября  | Уругвай    | 3:0           | Аргентина   |
| 1912 | 25 августа  | Уругвай    | 3:0           | Аргентина   |
| 1913 | 5 октября   | Уругвай    | 1:0           | Аргентина   |
| 1914 | 30 августа  | Уругвай    | 3:2           | Аргентина   |
| 1915 | 18 июля     | Аргентина  | 3:2           | Уругвай     |
| 1916 | 1 октября   | Аргентина  | 1:0           | Уругвай     |
| 1917 | 18 июля     | Аргентина  | 2:0           | Уругвай     |
| 1918 | 18 июля     | Уругвай    | 1:1 в (д. в.) | Аргентина   |
| 1918 | 28 июля     | Уругвай    | 3:1           | Аргентина   |
| 1919 | 18 июля     | Уругвай    | 4:1           | Аргентина   |
| 1920 | 18 июля     | Уругвай    | 2:0           | Аргентина   |
| 1922 | 10 декабря  | Уругвай    | 1:0           | Аргентина   |
| 1923 | 22 июля     | Аргентина  | 2:2           | Уругвай     |
| 1923 | 30 сентября | Аргентина  | 2:0           | Уругвай     |
| 1924 | 31 августа  | Аргентина  | 3:2           | Уругвай     |

## Титулы
- Уругвай:8 (1911, 1912, 1913, 1914, 1918, 1919, 1920, 1922).
- Аргентина: 5 (1915, 1916, 1917, 1923, 1924).